# تفرشی دوزی
تفرشی دوزی یا درویشی دوزی یکی از رودوزی‌های سنتی است که عمده تولیدات آن مربوط به شهرستان تفرش می‌شود. تفرشی دوزی تکنیک ساده‌ای دارد و به صورت دوخت در حاشیه‌های پهن پارچه ایجاد می‌شود. این نوع دوخت شباهت زیادی به چشمه دوزی دارد، با این تفاوت که کشش نخ نسبت به چشمه دوزی کمتر است.

## ابزار دوخت
ابزار دوخت شامل نخ رنگی، سوزن، کاغذ طرح و پارچه زمینه کار است.

## روش دوخت
ابتدا هنرمند طرح مورد نظر خود را روی کاغذ شطرنجی پیاده می‌کند، سپس کاغذ را روی پارچه زمینه  قرار داده و اطراف آنرا کوک می‌زند. در مرحله بعد هنرمند با ابزار دوخت اقدام به پیاده کردن طرح روی پارچه می‌کند. در انتهای کار کاغذ طرح را نم دار کرده، از پارچه جدا می‌کند و به اتوکشی و آسترزدن کار می‌پردازد..

## مطالعه بیشتر
فیلیس اکرمن و آبراهام پوپ (۱۳۹۰). شاهکارهای هنر ایران. ترجمهٔ پرویز ناتل خانلری. علمی و فرهنگی. شابک ۹۷۸-۹۶۴-۴۴۵-۲۱۰-۹.